# L'Homme en forme de poire
L'Homme en forme de poire (titre original : The Pear-Shaped Man) est une nouvelle de George R. R. Martin, parue pour la première fois en octobre 1987 dans le magazine Omni. Elle n'a été traduite et publiée en français qu'en janvier 2004 dans la revue Bifrost parue aux éditions Le Bélial'. Elle a ensuite été incluse dans le recueil Dragon de glace, aux éditions ActuSF.

## Prix littéraires
- L'Homme en forme de poire a remporté le prix Bram-Stoker de la meilleure nouvelle longue 1987.